# 살아있는 시체들의 밤 - 30주년 기념작
《살아있는 시체들의 밤 - 30주년 기념작》(Night Of The Living Dead: 30th Anniversary Edition)는 미국에서 제작된 존 A. 루소 감독의 1998년 공포, 미스터리, SF, 스릴러 영화이다. 두안 존스 등이 주연으로 출연하였고 러셀 스트레이너 등이 제작에 참여하였다.

## 출연

### 주연
- 두안 존스
- 주디스 오디
- 칼 하드먼
- 마릴린 이스트만
- 케이스 웨인
- 주디스 리들리
- 카이라 숀
- 러셀 스트레이너

### 조연
- 댄 에이브러햄
- 조지 드레넌
- S. 윌리엄 하인즈먼
- 스콧 커쉬바우머
- 돈 미첼루치
- 다이아나 미첼루치
- 제시카 스트레이너
- 줄리 T. 월리스

## 기타
- 협력프로듀서: 로버트 V. 미첼루치
- 특수효과: 빈센트 J. 구아스티니